# (1356) Nyanza
(1356) Nyanza es un asteroide perteneciente al cinturón de asteroides descubierto el 3 de mayo de 1935 por Cyril V. Jackson desde el observatorio Union de Johannesburgo, República Sudaficana.

## Designación y nombre
Nyanza se designó al principio como 1935 JH.
Más tarde fue nombrado por Nyanza, una región del sur de Kenia.

## Características orbitales
Nyanza orbita a una distancia media de 3,087 ua del Sol, pudiendo alejarse hasta 3,234 ua y acercarse hasta 2,94 ua. Su inclinación orbital es 7,944° y la excentricidad 0,04763. Emplea 1981 días en completar una órbita alrededor del Sol.